# Eliusz Arystydes
Publiusz Eliusz Arystydes (łac. Publius Aelius Aristides; ur. 117, zm. po 181) – grecki retor, reprezentant drugiej sofistyki.
Pochodził z Hadrianotherae w Myzji. W młodości pobierał nauki u Aleksandra z Kotyajon, następnie studiował w Atenach i Pergamonie. Uczęszczał na wykłady Heroda Attyka. Cieszył się znaczną sławą, utrzymywał przyjaźń z wieloma wpływowymi osobistościami swoich czasów. Przekonał cesarza Marka Aureliusza do odbudowy zniszczonej przez trzęsienie ziemi Smyrny. W swoich utworach naśladował styl mówców ateńskich z V i IV wieku p.n.e. Pisał wyszukanym stylem, stosując oryginalny szyk wyrazów.
Z jego dorobku zachowało się 55 mów, m.in. Pochwała Rzymu, Pochwała Aten, Mowa smyrneńska, 7 mów na bogów oraz 6 tzw. mów świętych, w których opisał szczegółowo przebieg swojej długotrwałej choroby i wyleczenie w pergameńskim sanktuarium Asklepiosa. W Mowie XLVI zawarł krytykę porównanych z cynikami „bezbożników z Palestyny”, pod którym to terminem opisani zostali najprawdopodobniej chrześcijanie.